# Sołtysia Góra (Beskid Makowski)
Sołtysia Góra (816 m) – szczyt we wschodniej części Pasma Koskowej Góry w Beskidzie Makowskim. Nie znajduje się w głównym grzbiecie tego pasma, lecz w bocznym, południowo-wschodnim grzbiecie Parszywki, pomiędzy Parszywką (841 m) a Kusikówką (Kozikówką, 706 m). Na niektórych mapach wysokość Sołtysiej Góry wynosi 713 m. Południowo-zachodnie stoki Sołtysiej Góry opadają do doliny potoku Bogdanówka, północno-zachodnie do doliny Czarnego Potoku (dopływ potoku Więcierza).
Sołtysia Góra jest w większości zalesiona. Jedynie doliną Czarnego Potoku wysoko wcinają się w jej stoki pola miejscowości Więciórka, również bezleśne tereny znajdują się pomiędzy Sołtysią Górą a Parszywką – są tu pola i zabudowania miejscowości Bogdanówka.